# Fumichon
Fumichon település Franciaországban, Calvados megyében. Lakosainak száma 268 fő (2022. január 1.). Fumichon Marolles, Moyaux, Ouilly-du-Houley, Asnières és Piencourt községekkel határos.

## Népesség
A település népességének változása:
| Lakosok száma | 146  | 178  | 185  | 269  | 279  | 284  | 283  | 274  | 272  | 268  |
|               | 1968 | 1982 | 1990 | 2006 | 2013 | 2015 | 2017 | 2019 | 2020 | 2022 |